# John Kerr (gubernator generalny)
John Kerr (ur. 24 września 1914 w Sydney, zm. 24 marca 1991 tamże) – australijski prawnik i polityk. W latach 1974–1977 był gubernatorem generalnym Australii. Jego decyzja o zdymisjonowaniu rządu premiera Gough'a Whitlama w 1975 wywołała najpoważniejszy w historii Australii kryzys konstytucyjny.

## Życiorys

### Kariera zawodowa
Pochodził z robotniczej rodziny, ale udało mu się otrzymać stypendium i ukończyć z wyróżnieniem prawo na Uniwersytecie w Sydney. W 1938 stał się członkiem adwokatury stanu Nowa Południowa Walia. W czasie II wojny światowej pracował dla raczkującego wówczas australijskiego wywiadu. W latach 1946–1948 był sekretarzem generalnym Komisji Południowego Pacyfiku, po czym powrócił do praktyki adwokackiej. Jego specjalnością stało się wówczas reprezentowanie przez sądami związków zawodowych, zapisał się też do Australijskiej Partii Pracy (ALP). Stosunkowo szybko zniechęcił się jednak do polityki i nie przyjął propozycji kandydowania do parlamentu.
W latach 60. stał się jednym z wiodących prawników ds. gospodarczych w swoim stanie. Zaczął również zasiadać w rozmaitych sądach polubownych, gdzie zbierał doświadczenia w orzekaniu. W 1972 po długich staraniach uzyskał nominację na przewodniczącego Sądu Najwyższego Nowej Południowej Walii. Dwa lata później otrzymał od premiera Whitlama – sądzącego, iż zyska w osobie byłego partyjnego kolegi cennego sojusznika – nominację na gubernatora generalnego.

### Gubernator generalny
Początek jego kadencji przypadł na czas swoistej dwuwładzy – kierowana przez Whitlama ALP miała przewagę w Izbie Reprezentantów, ale Senat pozostawał pod kontrolą liberalnej opozycji. Przywódca Liberałów Malcolm Fraser stosował taktykę opozycji totalnej i blokował w Senacie wszystkie najważniejsze przedłożenia rządowe. Kerr uznał, że w takiej sytuacji ma prawo samodzielnie użyć bardzo szerokich kompetencji, jakie formalnie przypisane są gubernatorowi generalnemu, pomimo niepisanej zasady, iż powinien je stosować jedynie na prośbę premiera. 11 listopada 1975 Kerr jako jedyny gubernator generalny w historii Australii zdymisjonował premiera i powołał nowego do czasu przedterminowych wyborów – został nim Fraser. Choć posiadał pisemną opinię ówczesnego przewodniczącego Sądu Najwyższego Australii (a należy pamiętać, że pełni on rolę także sądu konstytucyjnego), iż ma prawo to uczynić, kwestia ta do dziś wywołuje sporo emocji. Jego decyzja spotkała się z bardzo negatywnym odbiorem społecznym i uczyniła go osobą bardzo niepopularną. W 1977 pod naciskiem polityków i opinii publicznej zrzekł się stanowiska, po czym wyjechał do Europy. Powrócił do Australii na krótko przed śmiercią.